# Endocochlus brachysporus
Endocochlus brachysporus är en svampart som beskrevs av Drechsler 1936. Endocochlus brachysporus ingår i släktet Endocochlus och familjen Cochlonemataceae.   Inga underarter finns listade i Catalogue of Life.